# Microoxigenación
La microoxigenación es un proceso en la elaboración del vino en el cual la masa del vino absorbe pequeñas cantidades de oxígeno y se oxida de forma controlada. Esta técnica se utiliza en la elaboración del vino para mejorar ciertas cualidades.

## Características
La microoxigenación se produce en las barricas de madera, pues la madera deja pasar pequeñas cantidades de oxígeno, sin embargo, en la actualidad es posible microoxigenar con tecnología y máquinas especializadas una vez que el vino ha terminado la fermentación alcohólica. También es usada para preservar cualidades como el color, el aroma y el equilibrio de vinos.

## Proceso
El proceso se divide en tres etapas: 
- Fijación de antocianos
- Profundización de la estructura
- Armonización.